# Samuel Tsegay
Samuel Tsegay (24 febbraio 1988) è un mezzofondista e maratoneta eritreo.

## Biografia
Nato a Kudofelasi (presso Mendefera), ha partecipato alle gare giovanili dei Campionati del mondo di corsa campestre nel 2005 arrivando 17º, 2006 e 2007 (in entrambe le competizioni s'è qualificato 8º). Ai campionati giovanili di atletica leggera del 2006, a Pechino, ha raggiunto il quarto posto.
Il suo primato personale nella mezza maratona è di 1h00'17" (Birmingham, 2009), mentre nella maratona 2h07'28" (Amsterdam, 2011).
Alla Maratona di Londra del 2012 è giunto nono in 2h08'06".
Ai Campionati mondiali di corsa campestre del 2009, fra gli adulti, ha raggiunto il sedicesimo posto ma, assieme alla rappresentativa eritrea, ha conquistato una medaglia di bronzo nella gara a squadre.
Quinto ai Campionati del mondo di mezza maratona del 2009, nel 2010 ottiene lo stesso piazzamento ma guadagna una medaglia d'argento assieme a Zersenay Tadese.

## Palmarès
| Anno | Manifestazione  | Sede    | Evento       | Risultato | Prestazione | Note                                     |
| ---- | --------------- | ------- | ------------ | --------- | ----------- | ---------------------------------------- |
| 2009 | Mondiali        | Berlino | 5000 m piani | Batteria  | 13'26"78    |                                          |
| 2012 | Giochi olimpici | Londra  | Maratona     | dnf       | dnf         |                                          |
| 2013 | Mondiali        | Mosca   | Maratona     | 16º       | 2h14'41"    | Miglior prestazione personale stagionale |

## Altre competizioni internazionali
2009
- Oro al Cross Zornotza ( Amorebieta-Etxano) - 31'36"

2011
- 8º alla Maratona di Amsterdam ( Amsterdam) - 2h07'28"
- Bronzo alla Egmond Half Marathon ( Egmond aan Zee)

2012
- 8º alla Maratona di Londra ( Londra) - 2h08'06"

2015
- 4º alla Luanda Half Marathon ( Luanda) - 1h01'46"

2017
- 6º alla Maratona di Valencia ( Valencia) - 2h07'34"

2018
- 11º alla Maratona di Valencia ( Valencia) - 2h08'20"
- Oro alla 20 Kilomètres de Paris ( Parigi) - 58'23"

2019
- 5º alla Maratona di Guangzhou ( Canton) - 2h09'32"
- 7º alla Mezza maratona di Guadalajara ( Guadalajara) - 1h04'25"